# 안드레이 코발렌코 (아이스하키 선수)
안드레이 니콜라예비치 코발렌코(러시아어: Андре́й Никола́евич Ковале́нко, 1970년 6월 7일~)는 러시아의 아이스하키 선수, 지도자로 포지션은 라이트윙이다. 내셔널 하키 리그(NHL)의 퀘벡 노르딕스, 콜로라도 애벌랜치, 카나디앵 드 몽레알, 에드먼턴 오일러스, 필라델피아 플라이어스, 캐롤라이나 허리케인스, 보스턴 브루인스 소속으로 뛰었다.
국제 대회에 러시아 국가대표팀의 일원으로 활약했으며, 1992년 동계 올림픽에서 금메달, 1998년 동계 올림픽에서 은메달을 획득했다.